# Obléhání Konstantinopole (626)
Obléhání Konstantinopole v roce 626 se stalo bodem obratu v poslední římsko-perské válce a vůbec prvním obležením východořímského (byzantského) hlavního města cizí armádou. Spojená vojska Avarů (vydatně posílených Slovany) a perských Sásánovců svírala město chráněné mohutným opevněním mezi 29. červencem a 7. srpnem. Avšak poté, co byzantské námořnictvo rozdrtilo flotilu slovanských monoxylů v bitvě ve Zlatém rohu, muselo být obléhání zastaveno. 7. srpen byl později Byzantinci oslavován jako den odražení barbarů od bran Konstantinopole.